# Ли Юнхун
Ли Юнху́н (кит. упр. 李勇鸿, пиньинь Li Yǒnghóng, род.16 сентября 1969) — китайский бизнесмен.

## Биография
Родиной Ли является Маомин, провинция Гуандун. Однако фактическое его место рождения неизвестно.
Китайская финансовая газета «Шанхай чжэнцюань бао» опубликувала статью о Ли Юнхуне. Согласно ей, в 90-х годах Ли был в центре мошеннического скандала в Китае, связанном с обманом свыше 18 тысяч вкладчиков, которых он обманул примерно на 100 млн. Два его брата спешно покинули Китай, чтобы избежать уголовного наказания. В 2015 году он создал финансовую компанию, благодаря которой смог мошенническим образом вывести из страны 85 млрд.
5 августа 2016 года компания Fininvest, которой управляет Марина Берлускони (дочь Сильвио), подписала предварительный контракт о продаже 99,93 % акций футбольного клуба «Милан» инвестиционной компании Sino-Europe Sports Investment Management Changxing Co. Ltd. Согласно документу, сделка должна была состояться в декабре, но этого не произошло. Потом сроки переносились ещё несколько раз и были подтверждены 24 марта 2017 года. Клуб был приобретён за 740 миллионов евро. Из них 220 миллионов будут направлены на погашение долгов клуба, а еще 90 миллионов будет составлять оплата за расходы Fininvest через перенесённые сроки соглашения. Также покупатели подтвердили намерение улучшить финансовую ситуацию в клубе.
13 апреля 2017 года Ли возглавил Rossoneri Sport Investment Lux, таким образом полностью завершив покупку «Милана» и окончательно став его президентом.
Ли был назначен на должность во время деловой встречи новых владельцев «красно-чёрных», заявив:

Благодарю Сильвио Берлускони за доверие, болельщиков — за терпение. Мы сделали ключевой шаг на пути к возрождению «Милана» и начинаем строить будущее. Обещаем, что вернём легендарный клуб на вершину мирового футбола.— Ли Юнхун
Также был обновлён состав правления клуба, в который вошли Хан Ли, Лу Бо, Реншо Ху, Роберто Капелли, Марко Фассоне, Марко Патуано и Паоло Скарони. 
Итогом правления стала невозможность Ли Юнхуна выплачивать по кредитным обязательствам перед хедж-фондом «Elliott Management Corporation», в результате чего футбольный клуб перешел во владение американской компании.